# Ренселер (округ)
Округ Ренселер (англ. Rensselaer County) — округ штата Нью-Йорк, США. Население округа на 2000 год составляло 152540 человек. Административный центр округа — город Трой.

## История
Округ Ренселер основан в 1791 году. Источник образования округа Ренселер: округ Олбани.

## География
Округ занимает площадь 1722,3 км².

## Демография
Согласно переписи населения 2000 года, в округе Ренселер проживало 152540 человек. По оценке Бюро переписи населения США, к 2009 году население увеличилось на 2%, до 155541 человек. Плотность населения составляла 90,3 человек на квадратный километр.